# اچ‌ام‌اس لوکست (۱۸۹۶)
اچ‌ام‌اس لوکست (۱۸۹۶) (به انگلیسی: HMS Locust (1896)) یک کشتی بود که طول آن ۲۱۰ فوت (۶۴ متر) بود. این کشتی در سال ۱۸۹۶ ساخته شد.